# Justicia venulosa
Justicia venulosa är en akantusväxtart som beskrevs av Ridley. Justicia venulosa ingår i släktet Justicia och familjen akantusväxter. Inga underarter finns listade i Catalogue of Life.